# Republiek Letland (1918-1940)
De Republiek Letland (Lets: Latvijas Republika) was de naam voor Letland tussen 1918 en 1940; tegenwoordig heet het land officieel ook zo.

## Voorgeschiedenis
De gebieden die tegenwoordig Letland uitmaken, waren in de 18e eeuw door Rusland ingelijfd en bestuurlijk gescheiden in drie delen: gouvernement Lijfland (zuidelijk deel), gouvernement Koerland en gouvernement Vitebsk (noordwestelijk deel, Letgallen).
Onder invloed van het opkomende nationalisme in de 19e en begin 20e eeuw ontstond een beweging die streefde naar afscheiding van Rusland en vereniging van de toen in meerderheid Letstalige gebieden in een onafhankelijke staat. De Eerste Wereldoorlog zorgde voor zware Russische verliezen die leidden tot volksopstanden en ten slotte tot de machtsovername door de bolsjewieken, gevolgd door de Russische Burgeroorlog. De Duitsers bezetten in 1917 Riga en hielden een belangrijk deel van Letland. Estland verklaarde zich op 24 februari 1918 onafhankelijk. Duitsland had andere plannen en riep het hertogdom Koerland en Semgallen en later het Verenigd Baltisch Hertogdom uit. Een week na het sluiten van de wapenstilstand op 11 november was er voor de Letten ruimte om eveneens de onafhankelijkheid uit te roepen.

## Onafhankelijkheidsoorlog
Gedurende de herfst van 1918 hadden de verschillende groeperingen in Letland onderhandeld over een beginselprogramma. Op 18 november 1918 werd de Republiek Letland uitgeroepen en een regering onder leiding van Kārlis Ulmanis gevormd, zonder dat de Duitse troepen ingrepen; zij hadden de Letten nog nodig. Tezelfdertijd stootte het Rode Leger door naar het westen en maakte Duitse wapens en voorraden buit. De Letse regering verliet Riga en vluchtte naar Liepaja, waar men steun kreeg van de Britse marine, en aanvankelijk ook van achtergebleven Duitse legereenheden. Het Rode Leger kreeg onder andere steun van delen van de bolsjewiekse Letse Schutters - terwijl Lenin de Letten autonomie beloofde werd de regering in Riga gezien als een Duitse marionet. Op 17 december 1918 werd in Valka de Letse Socialistische Sovjetrepubliek uitgeroepen. Voor de Letse bolsjewieken was het een koud kunstje om de Duitse bezetters in januari 1919 uit Riga te verdrijven om vervolgens het communisme in Letland in te voeren. Ze begonnen meteen met de klassenstrijd - 3632 "contrarevolutionairen" werden gefusilleerd. De productiemiddelen werden razendsnel onteigend maar al snel brak een hongersnood uit.
In Koerland bevonden zich nog steeds Duitse troepen en de nationale regering bouwde ondertussen een Ests-Lets legertje op dat samen met de Duitsers in maart 1919 de aanval inzette. Riga werd heroverd, maar niet voordat Duitse troepen, in het kader van de "witte terreur" 4000 personen hadden opgepakt, van wie er velen om het leven werden gebracht. Daarna gingen de Duitse troepen ten aanval, echter niet tegen de communisten, maar tegen het Ests-Letse leger; de Duitsers zagen namelijk niet graag een zelfstandig Lets bestuur en beraamden daarom een staatsgreep tegen Ulmanis, die slechts kon ontkomen door aan boord van Brits schip te vluchten. Na zware gevechten moesten de Duitsers op 22 juni 1919 de aftocht blazen en op 8 juli 1919 kon de regering, met aan het hoofd minister-president Kārlis Ulmanis, terugkeren naar Riga. De geallieerde mogendheden dwongen de Duitsers om zich terug te trekken en met steun van Poolse troepen werden de bolsjewieken uit Letgallen verdreven, dat nu bij Letland werd ingelijfd (1920).

## Wederopbouw
Na vijf jaar oorlog was het land in 1920 volledig verwoest. Waar de bevolking in 1914 nog 2,5 miljoen was geweest, bedroeg ze in 1925 nog slechts 1,8 miljoen. Gedurende de jaren twintig werd een landbouwhervorming doorgevoerd waarbij de grond herverdeeld werd: van Baltisch grootgrondbezit tot Letse kleinschaligere landbouw. De hervorming leidde tot een productiviteitsstijging en in 1938 was Letland de vierde vleesuitvoerder van Europa. Het land nam in 1919 afscheid van de Russische roebel door de invoering van de Letse roebel, die in 1922 weer vervangen werd door de Letse lats.

## Politieke moeilijkheden

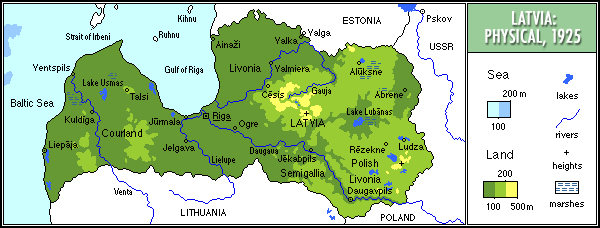
Letland, 1920-1940

De Duitse Weimarrepubliek had model gestaan voor de grondwet en de macht lag dus bij het parlement, de Saeima, terwijl de president slechts een vertegenwoordigende functie had. In het begin van de jaren dertig kwamen ook de zwaktes van het systeem aan het licht: het kiesstelsel maakte het moeilijk om stabiele regeringen te vormen en bevorderde kleine coalitiepartners die eisen konden stellen. Een coalitie van de grote Boerenbond en de sociaaldemocraten bleek onmogelijk. Nadat de leider van de Boerenbond, Kārlis Ulmanis, er niet in geslaagd was om de goedkeuring van het parlement te krijgen voor een voorstel om de bevoegdheden van de president ten koste van het parlement uit te breiden pleegde hij op 15 mei 1934 een staatsgreep. Het parlement werd ontbonden en alle politieke partijen werden verboden. Ulmanis was vanaf 1936 ook president. Een hervorming van het kiesstelsel werd nooit doorgevoerd en tot aan de Tweede Wereldoorlog heerste er een dictatuur.

## Einde van de onafhankelijkheid
Ten gevolge van het Molotov-Ribbentroppact tussen Hitler en Stalin van 1939 kwam er een eind aan de onafhankelijkheid van Letland. Op 17 juni 1940 trokken de Sovjettroepen Letland binnen, waarna het als Letse Socialistische Sovjetrepubliek opging in de Sovjet-Unie.